# Corymbia ligans
Corymbia ligans är en myrtenväxtart som beskrevs av Kenneth D. Hill och Lawrence Alexander Sidney Johnson. Corymbia ligans ingår i släktet Corymbia och familjen myrtenväxter. Inga underarter finns listade i Catalogue of Life.